# トヨタケーラム
株式会社トヨタケーラム（英：Toyota Caelum Inc.　略称：TCI）は、かつて存在したトヨタグループに属する情報システム会社で、CAD/CAM等の設計・製造支援システムを強みとするシステムインテグレーター。日本のモノづくりをIT（情報技術）でサポートしている。

## 概要
1993年10月にトヨタ自動車の情報システム部門の中でトヨタグループ向けにCAD/CAMシステム（ケーラム）を開発、提供していたケーラム事業部が分社化し、一般市場に向けた新規事業として、三井造船との合弁により設立された。
TCIはCAD/CAM、リバースエンジニアリングツール、3Dプリンティング等の設計製造支援システムを開発・販売していたが、2015年にトヨタコミュニケーションシステム（TCS）と事業再編し、トヨタサプライヤー、設計製造各社向けソフトウェア、システムインテグレーションを提供するようになった。なおTCSとTCIは兄弟会社と位置付けられており、TCSはトヨタ向け市場、TCIはトヨタグループ・一般市場をサポート領域としている。

### 社名の由来
"ケーラム" は、南半球で観ることができる彫刻具座という星座を表すラテン語で、「天空の」「頂点を極めた（世界トップの技術集団）」といった意味。
Computer Aided Engineering Leading to Ultimate Manufacturing

## 沿革
- 1984年 - トヨタ自動車にてCaelumの開発を開始。
- 1986年 - Caelumの販売を開始。
- 1987年 - Micro Caelumの販売を開始。
- 1992年4月 - トヨタ自動車にケーラム事業部が発足[3]。
- 1993年10月 - 三井造船、トヨタ自動車の合弁により設立。
- 2011年7月 - TCSの子会社となる[4]。
- 2015年 - TCSとの間で事業再編を実施[5]。
- 2019年1月 - TCS、トヨタデジタルクルーズ（TDC）、TCIの3社を統合し、株式会社トヨタシステムズを設立（存続会社はTCS）[6]。

## 主な商品
製品一覧(公式サイト)
- 指南車
- Caelum XXen
- Caelum KKen
- Caelum III
- thinkdesign
- CATIA V5
- Micro Caelum II
- Caelum II
- Caelum

## 事業所
- 名古屋本社（愛知県名古屋市東区）
- 東京営業所（東京都中央区）
- 大阪営業所（大阪市淀川区）
- 九州営業所（福岡市博多区）